# Bambusoideae
Los bambúes, conocidos científicamente como la subfamilia Bambusoideae, son plantas angiospermas perennes de la familia herbácea de las poáceas. Muchas variedades miden menos de 1 m de largo y con tallos (culmos) de medio centímetro de diámetro, aunque también existen los bambúes gigantes: de unos 25 m de alto y 30 cm de diámetro. Los hay herbáceos y leñosos, cespitosos y más expansivos, y los hay trepadores.

## Descripción
Bambusoideae posee tanto plantas herbáceas como leñosas, y están presentes de manera natural en todos los continentes a excepción de Europa y la Antártida. Presentan dos tipos de hojas: a) de las ramas, que son verdes y pseudopecioladas y b) del tallo que son cafés, basales y coriáceas. Presentan 3 lodículas y un androceo con 6 estambres, raramente de 2 a 14. El ovario contiene 2 o 3 estigmas, raramente 1. La primera hoja de las plántulas no presenta lámina. Los números cromosómicos básicos son x=7 y x=9 a 12. Incluye 126 géneros con aproximadamente 970 a 1200 especies tropicales a atul.
La diversificación dentro de Bambusoideae ocurrió hace 30 a 40 millones de años. Los bambúes leñosos forman un grupo monofilético hermano del clado que contiene las especies herbáceas. Los bambúes leñosos, con sus tallos de hasta 25 metros de altura. La floración en muchas de estas especies también es inusual, ya que ocurre en ciclos muy variables, incluso se reporta una especie que lo hace cada 120 años. Aun cuando los tallos individuales viven por solo una o unas pocas décadas, alguna forma de «reloj genético» que hace que muchas veces los tallos florezcan todos al mismo tiempo en todo el rango de distribución de la especie, llevándose a cabo una floración de tipo Gregario, en otras especies la floración puede ser de tipo Esporádico donde solo unos cuantos tallos pueden producir flores.

## Usos
El bambú es una planta que ha desempeñado un papel importante en el desarrollo de determinadas culturas con las que ha convivido mutuamente. Culturas como la asiática han empleado el bambú en áreas tan diversas como la construcción, la alimentación e incluso en la confección de tela y papel.
- Alimentación.
- Medicina.
- Construcción.
- Textil.
- Papel.
- Instrumentos musicales.
- Biomasa.
- Remos.
- Escritura.

Debido a la gran diversificación de especies y al amplio espectro de usos que giran en torno al bambú, algunas regiones donde no era común su crecimiento se encuentran introduciendo el cultivo como una alternativa ante la creciente necesidad del uso de fuentes renovables. Otras regiones del planeta tales como Australia y los Estados Unidos, se encuentran realizando grandes extensiones de cultivos de bambú. 
Algunas marcas como Toyota, Apple y Lexus utilizan el bambú como sustituto de algunos de los componentes que forman parte de sus productos, dotándoles de algunas de las cualidades implícitas de esta planta. Algunos fabricantes utilizan esta madera para la fabricación de remos cuando se requiere de un interior hueco.

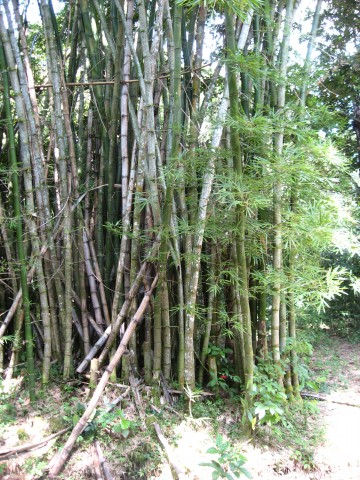
El bambú en el Caribe

## Taxonomía
La taxonomía del grupo está en desarrollo: una aproximación, la del Germplasm Resources Information Network, divide al taxón en dos supertribus:
- Supertribu: Bambusodae
  - Géneros: 
    - Acidosasa
    - Actinocladum
    - Alvimia
    - Ampelocalamus
    - Apoclada
    - Arthrostylidium
    - Arundinaria
    - Athroostachys
    - Atractantha
    - Aulonemia
    - Bambusa
    - Bonia
    - Borinda
    - Brachystachyum
    - Cathariostachys
    - Cephalostachyum
    - Chimonobambusa
    - Chimonocalamus
    - Chusquea
    - Colanthelia
    - Criciúma
    - Cyrtochloa
    - Davidsea
    - Decaryochloa
    - Dendrocalamus
    - Dinochloa
    - Drepanostachyum
    - Elytrostachys
    - Eremocaulon
    - Fargesia
    - Gaoligongshania
    - Gigantochloa
    - Glaziophyton
    - Greslania
    - Guadua
    - Hibanobambusa
    - Hickelia
    - Himalayacalamus
    - Hitchcockella
    - Holttumochloa
    - Indocalamus
    - Indosasa
    - Kinabaluchloa
    - Maclurochloa
    - Melocalamus
    - Melocanna
    - Menstruocalamus
    - Merostachys
    - Myriocladus
    - Nastus
    - Neomicrocalamus
    - Neurolepis
    - Ochlandra
    - Olmeca
    - Oreobambos
    - Otatea
    - Oxytenanthera
    - Perrierbambus
    - Phyllostachys
    - Pseudobambusa
    - Pseudosasa
    - Pseudostachyum
    - Pseudoxytenanthera
    - Racemobambos
    - Rhipidocladum
    - Sasa
    - Schizostachyum
    - Semiarundinaria
    - Shibataea
    - Sinobambusa
    - Soejatmia
    - Sphaerobambos
    - Teinostachyum
    - Thamnocalamus
    - Thyrsostachys
    - Valiha
    - Yushania
- Supertribu: Olyredae
  - Géneros: 
    - Agnesia
    - Arberella
    - Buergersiochloa
    - Cryptochloa
    - Diandrolyra
    - Ekmanochloa
    - Eremitis
    - Froesiochloa
    - Lithachne
    - Maclurolyra
    - Mniochloa
    - Olyra
    - Pariana
    - Parodiolyra
    - Piresia
    - Piresiella
    - Raddia
    - Raddiella
    - Rehia
    - Reitzia
    - Sucrea

Según GRIN
- Arundinarieae
- Bambuseae
- Olyreae